# Повстенко Валерій Семенович
Валерій Семенович Повстенко (нар. 23 березня 1951 — 26 лютого 2025) — радянський та український футбольний тренер. Також грав у футбол на аматорському рівні.

## Кар'єра гравця
Грав у футбол на аматорському рівні. У 1980 року захищав кольори знам'янського «Локомотива».

## Кар'єра тренера
Тренерську діяльність розпочав 1976 року. Спочатку тренував дітей у Спортивній школі № 2 міста Кіровоград. У 1992 — 1994 роках допомагав тренувати олександрійську «Поліграфтехніку». На початку січня 1995 року перебрався до тренерського штабу полтавської «Ворскли», а в серпні 1998 року прийняли запрошення колишнього тренера «Ворскли» Віктора Пожечевського приєднатися до тренерського штабу туркменського клубу «Копетдаш» (Ашгабат). У серпні 1999 року повернувся до України, де допомагав тренувати «Гірник-Спорт», а в 2001 році очолив комсомольський клуб. З січня до серпня 2002 року тренував тернопільську «Ниву». Потім працював у Державній авіаційній академії України в Кіровограді, де допомагав тренувати студентською командою з футболу Ікар-МАКБО (Кіровоград). На початку 2005 року прийняв запрошення долучитися до тренерського штабу кіровоградської «Зірки», у серпні того ж року призначений головним тренером першої команди, якою керував до її розформування влітку наступного року. У 2007 році, після відродження «Зірки», тренував команду в аматорських змаганнях. Наступного року перейшов на посаду технічного директора кіровоградського клубу. З 2012 року працює в молодіжній академії «Зірки», де займається пошуком юних талантів для кропивницького клубу.